# Hemorragia

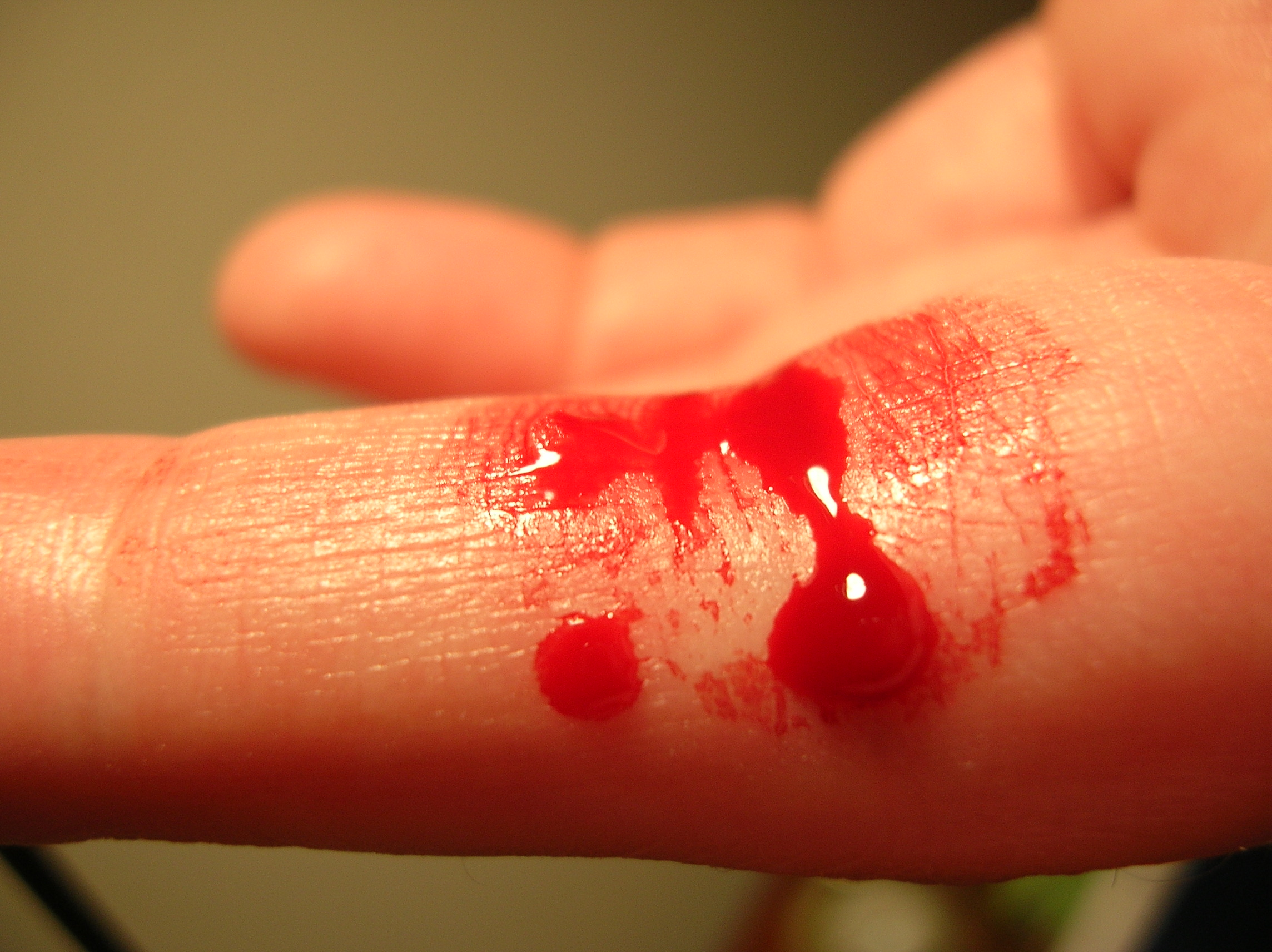
Um dedo sangrando.

Hemorragia é a perda de sangue do sistema circulatório. A resposta inicial do sistema cárdio-circulatório à perda aguda de sangue é um mecanismo compensatório, isto é, ocorre vasoconstrição cutânea, muscular e visceral, para tentar manter o fluxo sanguíneo para os rins, coração e cérebro, órgãos mais importantes para a manutenção da vida. Ocorre também um aumento da frequência cardíaca para tentar manter o débito cardíaco. Assim, a taquicardia é muitas vezes o primeiro sinal de choque hipovolêmico. Como as catecolaminas provocam um aumento da resistência vascular periférica, a pressão diastólica tende a aumentar, ficando mais próxima da pressão sistólica. A liberação de outros hormônios nesta fase faz com que a pessoa fique extremamente pálida, com o coração disparado (taquicardia), e com o pulso fino e difícil de palpar (a pressão de pulso é dada pela diferença entre a pressão sistólica e diastólica). Apesar de todo este mecanismo compensatório, existe um limite além do qual o organismo entra em falência. Pessoas vítimas de traumas com perdas sanguíneas importantes e que demoram para receber socorro médico podem ter isquémia temporária dos tecidos, com a liberação de substâncias típicas do metabolismo anaeróbio (sem utilização de oxigênio). Permanecendo mais tempo ocorre a falta de energia para manter a membrana celular normal e o gradiente elétrico. A célula, não suportando mais a isquémia, inicia a rotura de lisossomos e a autodigestão celular. O sódio e a água entram na célula, com edema celular. Também pode ocorrer depósito intracelular de cálcio. Não sendo revertido o processo ocorre finalmente a morte. 
Recebendo assistência médica, o volume sanguíneo é inicialmente reposto através de soluções salinas através de um tipo de agulha calibrosa diretamente na veia. Dependendo da fase de isquémia em que a célula se encontra, ao ser refeito o volume sanguíneo por diluição pode acontecer de retornarem para a circulação geral aquelas substâncias tóxicas liberadas pela célula em sofrimento. Isto é conhecido como a "Síndrome da Reperfusão", com um intenso edema generalizado. 
O choque hipovolêmico deve ser tratado com volume, isto é, com soro fisiológico e solução de Ringer. Casos mais graves podem requerer soluções gelatinosas, mas existe um volume máximo desta solução que se ultrapassado intoxica e mata o paciente. Este volume é em torno de 1000 ml para um adulto normal. Todas as tentativas para parar a perda sanguínea devem ser feitas, incluindo cirurgias visando a hemostasia. Este é o motivo do cirurgião comandar o atendimento ao paciente politraumatizado. Alcançado este ponto, somente a transfusão sanguínea pode manter a vida do doente.

## Classificação das Hemorragias

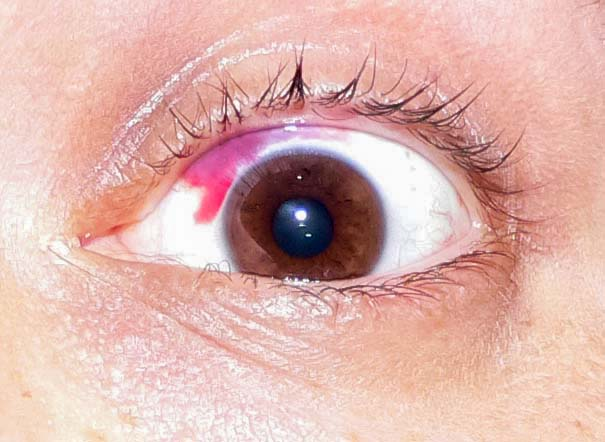
Uma Hemorragia subconjuntival.

As hemorragias são classificadas em 4 classes, de acordo com o volume de sangue perdido. Embora tenha variações, de uma maneira geral uma pessoa tem 7% do seu próprio peso em sangue. Assim, uma pessoa de 50 quilos teria 3,5 litros de sangue e uma pessoa com 70 quilos teria um volume total em torno de 5 litros de sangue. 

### Hemorragia Classe I
- Volume (em porcentagem)  = até 15%.
- Volume (pessoa com 70 kg, em ml)= até 750 mililitros.
- Sinais e sintomas: mínimos. Ocorre apenas um leve aumento da frequência cardíaca.
- Exemplos: uma mulher pode apresentar uma hemorragia uterina, pouco frequente e muito perigosa, que é semelhante a uma menstruação comum.

### Hemorragia Classe II
- Volume (em porcentagem) = 15 a 30%.
- Volume (pessoa com 70 kg, em ml) = de 750 a 1.500 ml.
- Sinais e sintomas: Taquicardia (frequência cardíaca acima de 100), taquipneia (respiração rápida) e diminuição da pressão do pulso (pulso fino) e leve diminuição da diurese.
- Reposição: Em geral a reposição com cristaloides resolve, mas alguns poucos casos podem necessitar de sangue.

### Hemorragia Classe III
- Volume (em porcentagem)  = 30 a 40%.
- Volume (pessoa com 70 kg, em ml)=  de 1500 a 2000 ml.
- Sinais e sintomas: Além dos sintomas da hemorragia classe II, apresenta sinais clássicos de hipoperfusão. Existe diminuição do nível de consciência, palidez e sudorese fria.
- Reposição: É tentada primeiro a reanimação com cristaloides, mas muitos destes pacientes não responderão satisfatoriamente e provavelmente necessitarão de transfusões.

### Hemorragia Classe IV
- Volume ( em porcentagem) = mais de 40%.
- Volume (pessoa com 70 kg, em ml)= mais de 2000 ml.
- Sinais e sintomas : Este é o grau de exsanguinação, isto é, o paciente fica sem sangue. Apresenta taquicardia extrema, marcada queda da pressão sistólica e dificuldade para perceber a pulsação. O débito urinário é próximo de zero. Há perda total da consciência.
- Reposição: estes pacientes sempre requerem, além dos cristaloides, transfusões sanguíneas e cirurgia urgente para sobreviver.